# Saboyá
Saboyá – miasto w Kolumbii, w departamencie Boyacá.